# Burg Rautenberg

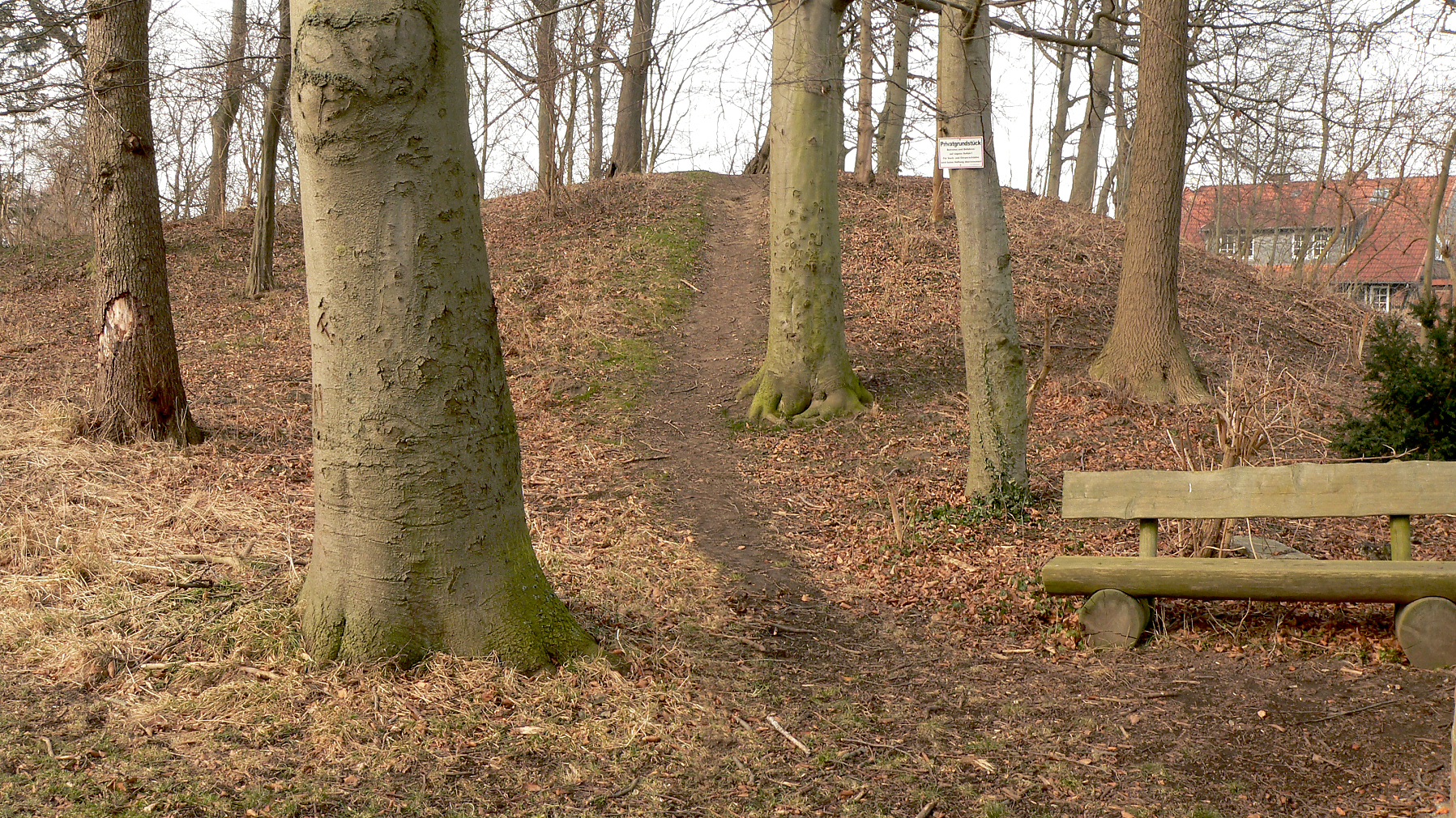
Weg über den Burghügel

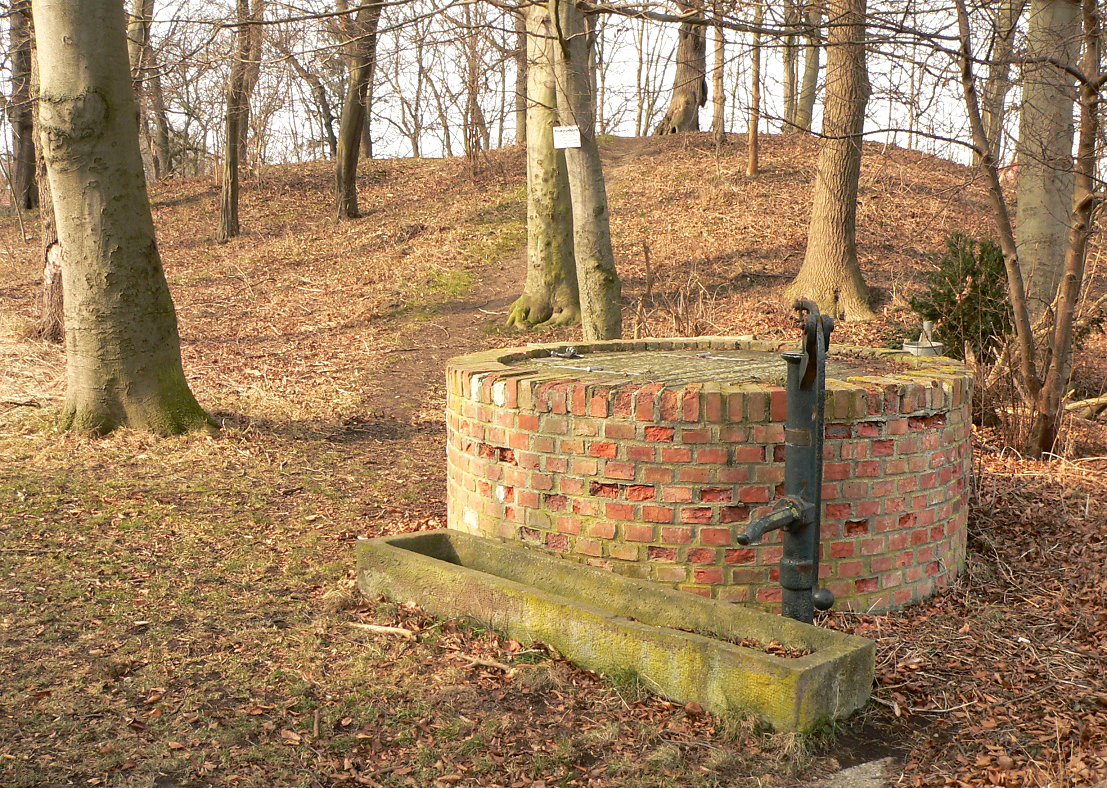
Brunnen am Fuße des Burghügels

Die Burg  Rautenberg ist eine abgegangene Niederungsburg im Ortsteil Rautenberg der Gemeinde Harsum im Landkreis Hildesheim in Niedersachsen. Auf der Burg saß das Geschlecht derer von Rautenberg. Von der Befestigungsanlage in der Bauweise einer mittelalterlichen Turmhügelburg (Motte) haben sich keine Gebäudereste erhalten, lediglich der Burghügel sowie Reste des Burggrabens sind noch vorhanden.

## Beschreibung
Der mit Buchen und Eichen bestandene Hügel der Motte wird auch als „Hahnewall“ bezeichnet. Er befindet sich nördlich des Dorfkerns und hat die Ausmaße von 65 × 30 Meter; die Höhe beträgt etwa drei Meter. Im östlichen Bereich ist das Hügelplateau in einem 22 Meter langen und 15 Meter breiten Bereich etwas höher. Der Grund für die unterschiedliche Höhe des Burghügels ist nicht bekannt, könnte aber durch historisch belegte Abgrabungen bedingt sein. Der Hügel war von einem Burggraben umgeben, der eine Breite von 25 bis 30 Meter hatte. Er wurde bei der Verkoppelung von 1853 verfüllt. Im Norden und Osten ist der Graben anhand von leichten Bodenvertiefungen in der umgebenden Wiese noch zu erkennen. Am Fuße des Burghügels befindet sich ein Brunnen, dessen Brunnenfassung in jüngerer Zeit nachträglich aufgemauert wurden. Auf dem Grund des Brunnens wurden in den 1970er Jahren mittelalterliche Waffen, Metflaschen und Gebrauchsgegenstände gefunden.

## Geschichte
Bereits im Jahr 1249 ist die Familie von Rautenberg im Ort urkundlich als Vasallen der Grafen zu Stolberg belegt. Heinrich von Rautenberg befestigte 1480 den Ort durch einen Wall mit Wallhecke und  Graben, in dessen nordöstlicher Ecke die Turmhügelburg stand. Die Burg könnte in der Hildesheimer Bierfehde von 1484 bis 1486 oder während der Hildesheimer Stiftsfehde von 1519 bis 1523 zerstört worden sein. Ebenso ist es möglich, dass sie erst nach dem Erlöschen des Geschlechts 1647 endgültig aufgegeben worden ist, da die Familie bis zu diesem Zeitpunkt ihren Grundbesitz in Rautenberg hielt. Die Familie von Rautenberg lebte auch im einige Kilometer nördlich gelegenen Dorf Rethmar; dort hatte sie wohl bereits um 1200 ein erstmals 1332 urkundlich erwähntes Festes Haus errichtet, den Kern des heutigen Schlosses Rethmar, dessen Westflügel im 16. Jahrhundert entstand. Ferner besaß sie den um 1509 errichteten Rautenberg'schen Hof in Hildesheim an der Ecke Michaelisplatz/Langer Hagen, einen hochgestaffelten Fachwerkbau, der 1945 bei den Luftangriffen auf Hildesheim zerstört wurde. 